# Moravci (Ljig)
Moravci (srbsky Моравци) jsou vesnice v západní části Srbska, administrativně spadající pod opštinu Ljig v Kolubarském okruhu. Vesnice se nachází severovýchodně do Ljigu, v jeho relativní blízkosti. Západně od ní teče stejnojmenná řeka, velká část zástavby je soustředěna v blízkosti hlavní ulice, kterou tvoří bývalá Ibarská magistrála. V roce 2011 zde žilo 583 obyvatel.
Z národnostního hlediska je obyvatelstvo v drtivé většině srbské národnosti.
Nedaleko od vesnice se nachází pravoslavný klášter Moravci. První písemná zmínka je z tureckých záznamů z let 1559/1560.